# Mene maculata
Mene maculata is een straalvinnige vis uit de familie van Menidae en behoort derhalve tot de orde van baarsachtigen (Perciformes). De vis kan een lengte bereiken van 30 cm.

## Leefomgeving
Mene maculata komt in zeewater en brak water voor. De vis prefereert een tropisch klimaat en heeft zich verspreid over de Grote en Indische Oceaan. De diepteverspreiding is 50 tot 200 m onder het wateroppervlak.

## Relatie tot de mens
Mene maculata is voor de visserij van aanzienlijk commercieel belang. In de hengelsport wordt er weinig op de vis gejaagd.
Voor de mens is Mene maculata ongevaarlijk.